# Roseboro
Roseboro is een plaats (town) in de Amerikaanse staat North Carolina, en valt bestuurlijk gezien onder Sampson County.

## Demografie
Bij de volkstelling in 2000 werd het aantal inwoners vastgesteld op 1267.
In 2006 is het aantal inwoners door het United States Census Bureau geschat op 1458, een stijging van 191 (15,1%).

## Geografie
Volgens het United States Census Bureau beslaat de plaats een oppervlakte van
3,0 km², geheel bestaande uit land. Roseboro ligt op ongeveer 46 m boven zeeniveau.

## Plaatsen in de nabije omgeving
De onderstaande figuur toont nabijgelegen plaatsen in een straal van 20 km rond Roseboro.